# Parastagmatoptera abnormis
Parastagmatoptera abnormis är en bönsyrseart som beskrevs av Max Beier 1963. Parastagmatoptera abnormis ingår i släktet Parastagmatoptera och familjen Mantidae. Inga underarter finns listade i Catalogue of Life.